# 알렉산드르 코츠
알렉산드르 표도로비치 코츠(독일어 표기 알렉산더 에리히 코츠; 러시아어: Александр Фёдорович Котс; 1880년 4월 19일 ~ 1964년 9월 7일)는 소련의 동물학자이자 모스크바 국립 다윈 박물관의 설립자 겸 관장이었다. 그의 아내는 동물 행동학자 나데즈다 라디기나-코츠였다.

## 전기

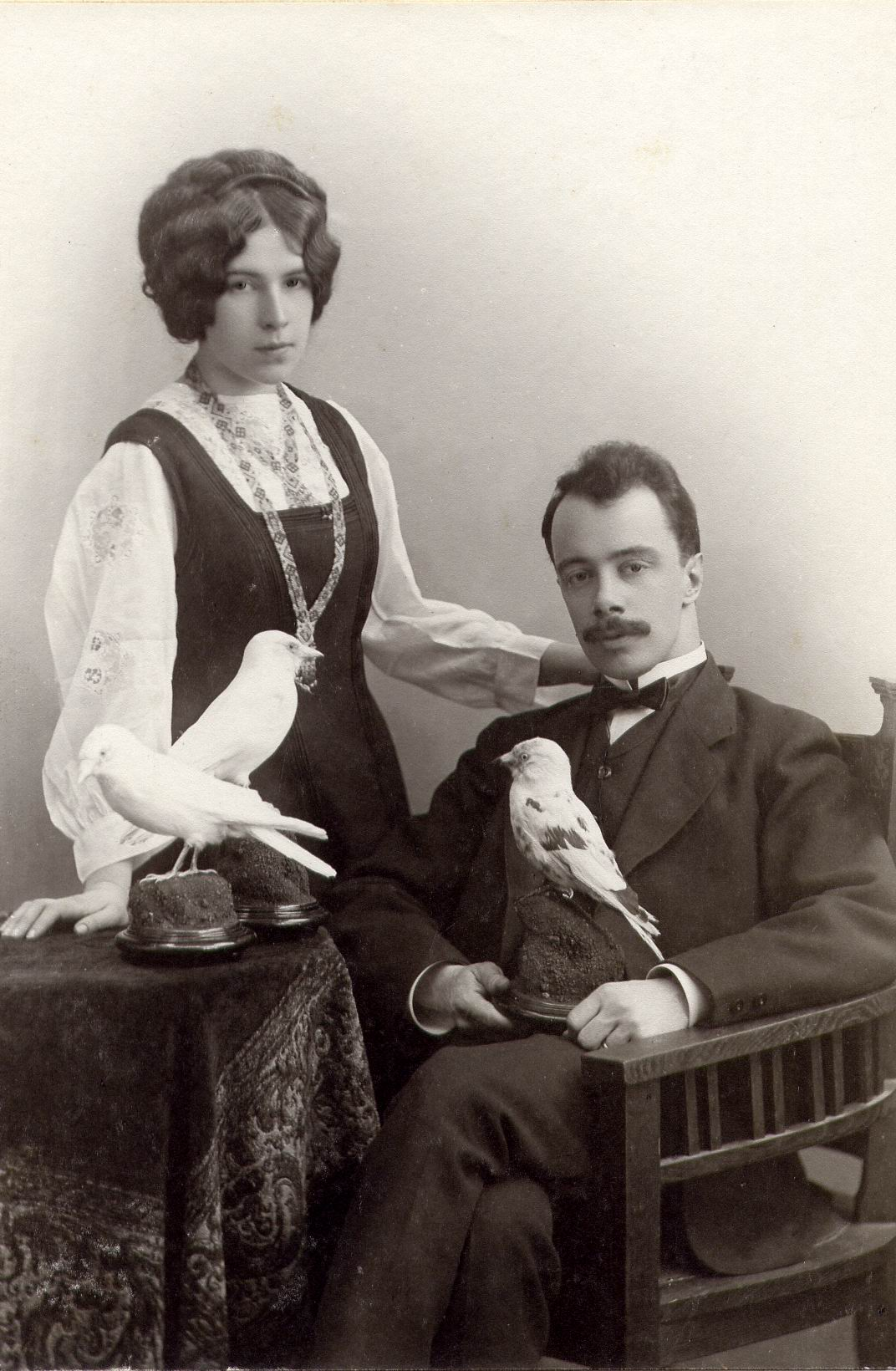
나데즈다 라디기나와 A.F. 코츠

코츠는 탐보프의 보리소글렙스크에서 베를린 태생의 언어학자이자 식물학자인 알프레드 코츠와 예브게니아(요한나) 알렉산드로프나 그라스만 사이에서 태어났다. 그는 어린 나이에 자연사 표본을 수집하기 시작했으며 모스크바 고전 김나지움에서 교육을 받았다. 그는 F. 유리 펠만에게서 동물 표본을 박제하고 준비하는 방법을 배웠고 1896년에 그의 박제로 금메달을 받았다. 테오도르 K. 로렌츠와 미하일 멘츠비르의 추천을 받아 1899년 서시베리아로 과학 탐사를 떠났고 많은 수의 표본을 수집하여 러시아 동물 및 식물 순치 협회로부터 은메달을 받았다. 그는 1901년 모스크바 대학교에 입학했으며 학업 중간에 유럽 박물관을 방문했고 1906년 졸업했다. 그 후 미하일 멘츠비르와 함께 일했다. 1907년에는 표트르 수시킨과 니콜라이 콜초프의 초청으로 모스크바 대학교에서 여성들에게 진화를 가르치기 시작했다. 1909년 테오도르 K. 로렌츠의 소장품이 그에게 넘어왔고, 그는 작은 박물관을 설립하기 시작하여 1922년 다윈 박물관이 되었다. 그는 1911년 그의 학생 중 한 명인 나데즈다 니콜라예브나 라디기나와 결혼했으며, 그들에게 큰 영향을 미친 루돌프 슈타이너의 이름을 따서 루돌프라는 아들을 낳았다. 코츠는 모스크바 대학교, 군사 교육 아카데미에서 가르쳤고, 수많은 대중 강연을 했으며, 모스크바 동물원과 다윈 박물관의 관장이었다. 그가 죽은 후 박물관을 해산하려는 계획이 있었지만 V. N. 이그나티예바에 의해 구제되었다.